# Amblyrhiza inundata
Amblyrhiza inundata — вид викопних гризунів вимерлої родини Heptaxodontidae. Мешкав у плейстоцені на антильських островах Ангілья та Сен-Мартен. Вид був найбільшим представником родини, сягав розмірів ведмедя та важив від 50 до 200 кг.